# Боцано (Лука)
Боцано је насеље у Италији у округу Лука, региону Тоскана.
Према процени из 2011. у насељу је живело 49 становника. Насеље се налази на надморској висини од 375 м.